# 位點特異性重組

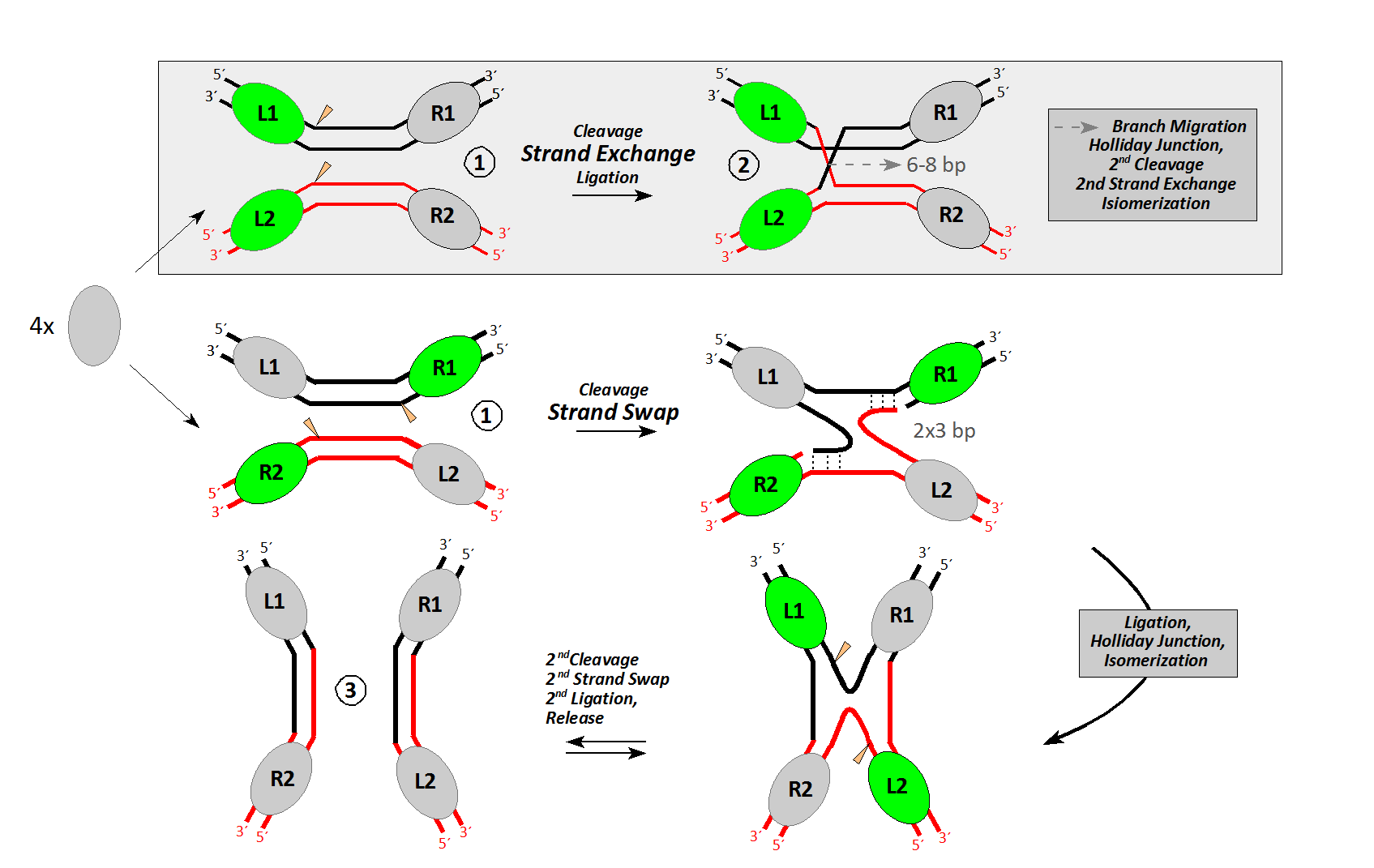
酪胺酸重組酶催化位點特異性重組的機制，上方為傳統觀點，下方為較新研究的觀點

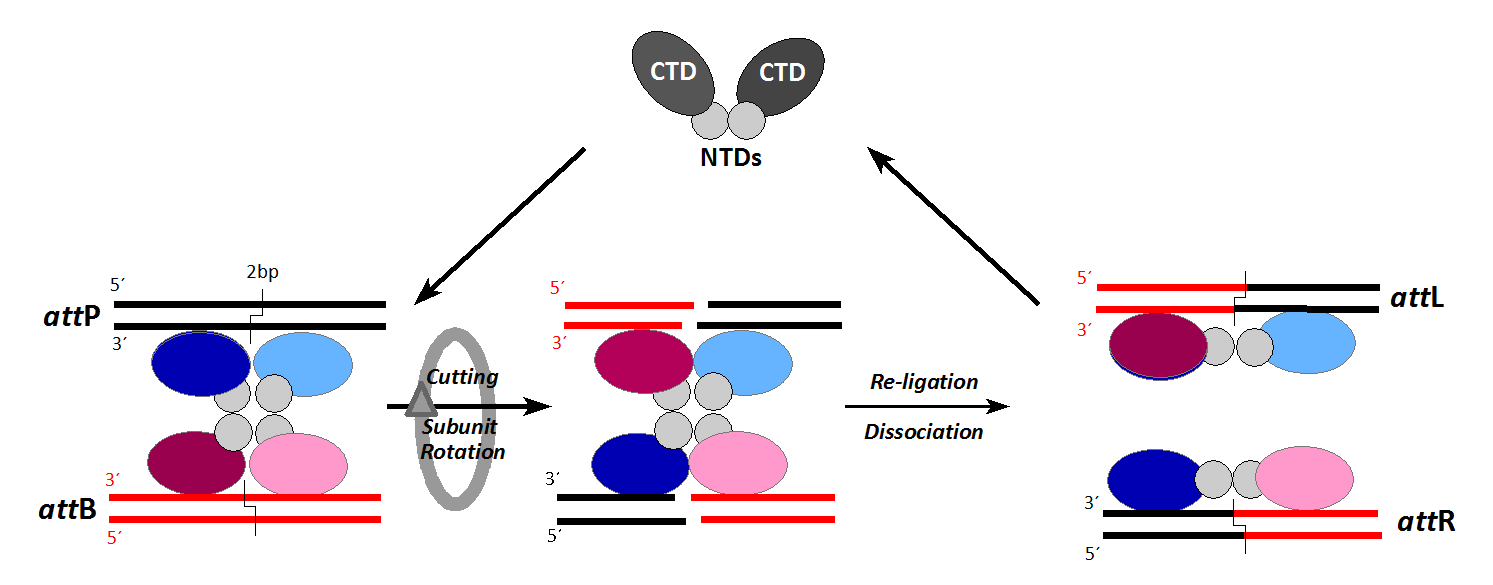
絲胺酸重組酶催化位點特異性重組的機制，四股DNA均被切割

位點特異性重組（Site-specific recombination）是生物基因重組的一種機制，即兩段具有一定同源序列的DNA發生重組，此過程中兩段DNA序列會發先發生聯會，位點特異性重組酶（SSR）會與DNA結合，切割兩段DNA後促進酯交換反應，使一段DNA與另一段DNA連接-而形成霍利迪交叉，再進行第二次切割而得到重組過的兩段DNA。重組酶可分為酪胺酸重組酶（如Cre重組酶與FLP重組酶）與絲胺酸重組酶（如γδ解離酶與Tn3解離酶）兩大類，兩者結構與詳細反應機理均不同，前者僅分別切割兩段DNA的一股，後者則將兩段共4股DNA都切割。
位點特異性重組的特異性很高，在DNA複製與可動遺傳因子插入等過程中會發生，也被用作基因工程的一項技術。此重組依重複片段的排列狀況可能有整合、切除與倒位三種結果，兩段不同DNA間的位點特異性重組可造成一段DNA被整合進另一段DNA中，同DNA中兩段同向序列的位點特異性重組可造成中間的序列被移除，而兩段反向序列的位點特異性重組則可造成中間序列倒位。